# Duilio Segoni
Duilio Segoni (Sesto Fiorentino, 17 marzo 1905 – Firenze, 13 aprile 1983) è stato un calciatore italiano, di ruolo centrocampista.

## Biografia
Era anche noto come Segoni I, per distinguerlo dai due fratelli minori a loro volta calciatori professionisti, Vasco (Segoni II) ed Oscar (Segoni III).

## Carriera
Nella stagione 1926-1927 ha giocato 16 partite nel campionato di Prima Divisione (la seconda serie dell'epoca) con la Fiorentina.
Dopo una stagione durante la quale ha militato nell'Itala FBC è tornato nuovamente alla squadra viola, con la cui maglia, durante la stagione 1928-1929, ha giocato 4 partite in Divisione Nazionale, facendo il suo esordio in massima serie il 7 ottobre 1928 in una gara persa per 11-0 sul campo della Juventus.
Ha in seguito vestito anche le maglie del Gruppo Sportivo Littorio di Firenze (squadra in cui militarono anche i fratelli Vasco ed Oscar), dell'Empoli (totalizzando 30 presenze nella stagione 1931-1932) e della Lucchese, con la quale ha giocato 5 partite nel campionato di Prima Divisione, la terza serie dell'epoca.